# Diócesis de Róterdam
La diócesis de Róterdam (en latín: Dioecesis Roterodamensis y en neerlandés: Bisdom Rotterdam) es una circunscripción eclesiástica de la Iglesia católica en los Países Bajos. Se trata de una diócesis latina, sufragánea de la arquidiócesis de Utrecht. Desde el 10 de mayo de 2011 su obispo es Johannes Harmannes Jozefus van den Hende.

## Territorio y organización

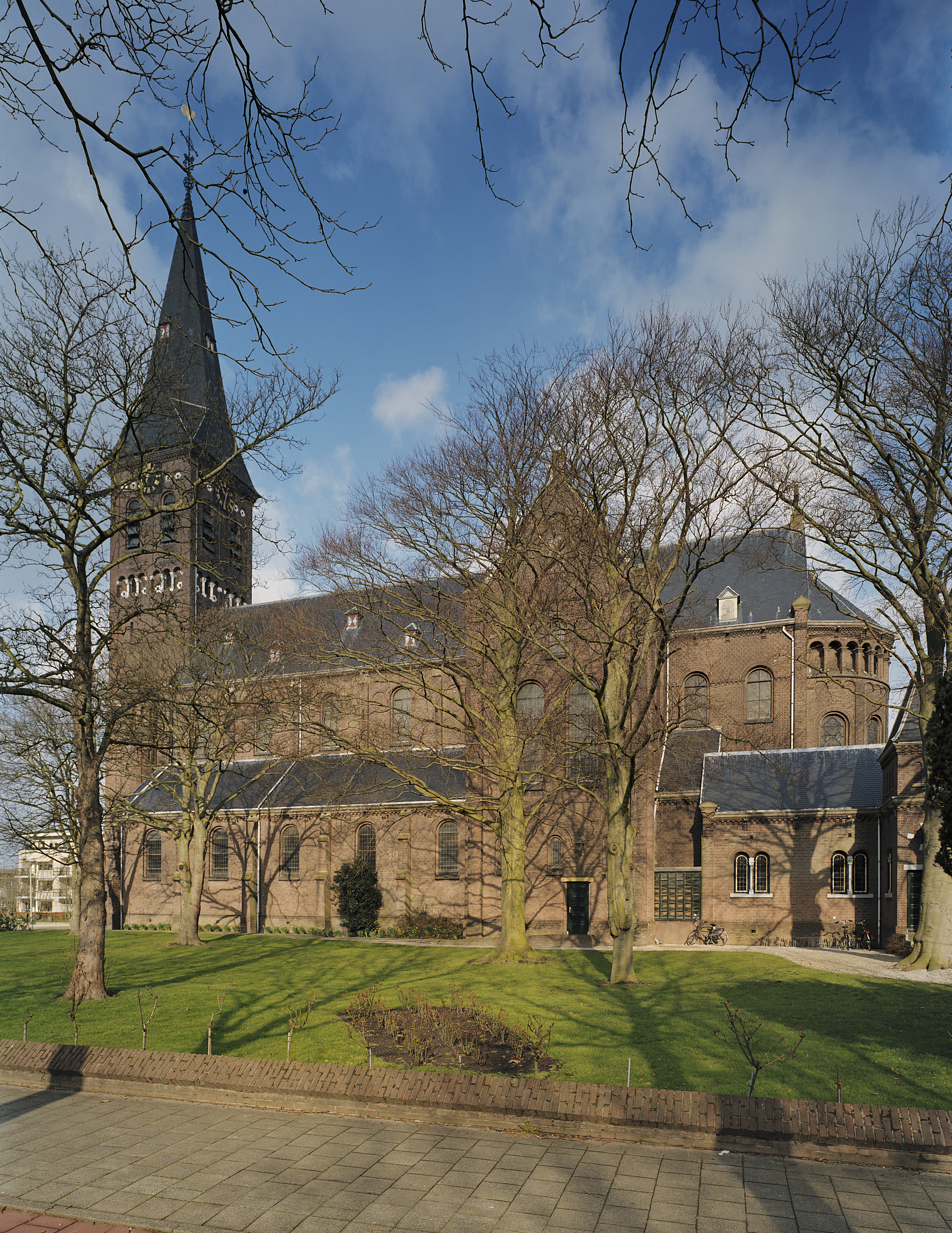
Iglesia de San Juan Bautista, en Pijnacker

La diócesis tiene 3403 km² y extiende su jurisdicción sobre los fieles católicos de rito latino residentes en la provincia de Holanda Meridional.

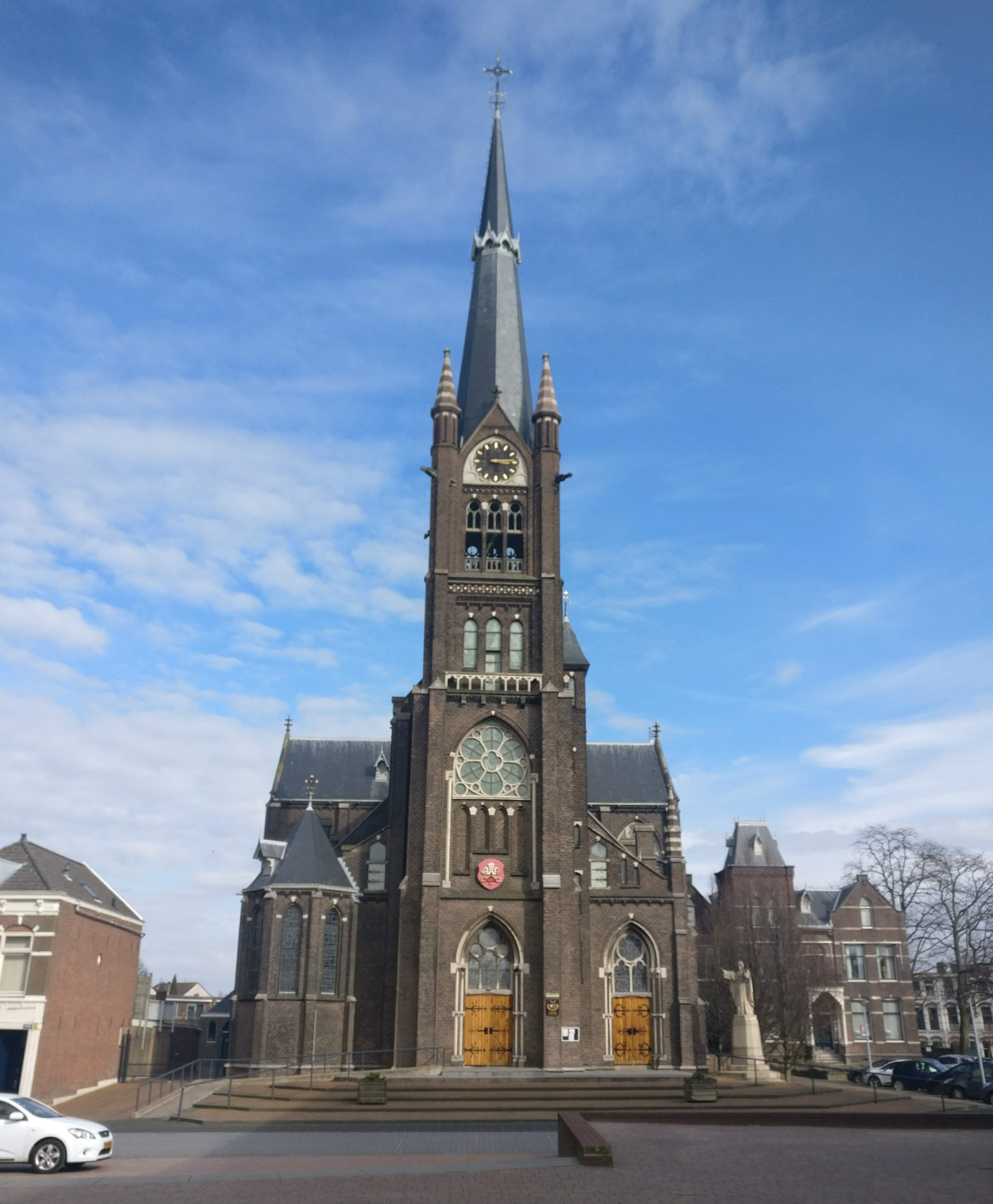
Basílica menor de Santa Lidwina, en Schiedam

La sede de la diócesis se encuentra en la ciudad de Róterdam, en donde se halla la Catedral de los Santos Lorenzo e Isabel. En Schiedam se encuentra la basílica menor de Santa Lidwina.
En 2020 en la diócesis existían 57 parroquias.
La diócesis limita al norte con la diócesis de Haarlem-Ámsterdam, al este con la arquidiócesis de Utrecht y al sureste con la diócesis de Breda.

## Historia
La diócesis fue erigida el 16 de julio de 1955 con la bula Dioecesium immutationes del papa Pío XII, derivando su territorio de la diócesis de Haarlem (hoy diócesis de Haarlem-Ámsterdam).
El 2 de julio de 1956, con la carta apostólica Quo satius, el papa Pío XII proclamó a san Lorenzo mártir como patrono principal de la diócesis.
El 15 de agosto de 1956 el papa Pío XII instituyó el cabildo catedralicio con la bula Ex vetusta.
En 1967 la iglesia de Santa Isabel se convirtió en la catedral.
En mayo de 1985 recibió la visita del papa Juan Pablo II. En 2005 se celebró el jubileo de la diócesis. A la misa de aniversario, asistieron los príncipes Guillermo Alejandro y Máxima.

## Estadísticas
Según el Anuario Pontificio 2021 la diócesis tenía a fines de 2020 un total de 476 000 fieles bautizados.
| Año                                                                             | Población            | Población | Población      | Sacerdotes | Sacerdotes    | Sacerdotes    | Bautizados por sacerdote | Diáconos permanentes | Religiosos | Religiosos | Parroquias |
| Año                                                                             | Bautizados católicos | Total     | % de católicos | Total      | Clero secular | Clero regular | Bautizados por sacerdote | Diáconos permanentes | Varones    | Mujeres    | Parroquias |
| ------------------------------------------------------------------------------- | -------------------- | --------- | -------------- | ---------- | ------------- | ------------- | ------------------------ | -------------------- | ---------- | ---------- | ---------- |
| 1969                                                                            | 788 000              | 3 000     | 26.3           | 1021       | 431           | 590           | 771                      |                      | 830        | 2695       | 207        |
| 1980                                                                            | 794 723              | 3 074 592 | 25.8           | 782        | 334           | 448           | 1016                     |                      | 610        | 1634       | 206        |
| 1990                                                                            | 777 521              | 3 254 188 | 23.9           | 581        | 254           | 327           | 1338                     | 22                   | 458        | 1125       | 202        |
| 1996                                                                            | 697 912              | 3 389 829 | 20.6           | 495        | 200           | 295           | 1409                     | 34                   | 470        | 670        | 194        |
| 2000                                                                            | 697 912              | 3 389 829 | 20.6           | 495        | 200           | 295           | 1409                     | 34                   | 470        | 670        | 194        |
| 2001                                                                            | 697 912              | 3 389 829 | 20.6           | 495        | 200           | 295           | 1409                     | 34                   | 487        | 670        | 194        |
| 2002                                                                            | 580 555              | 3 509 747 | 16.5           | 402        | 164           | 238           | 1444                     | 34                   | 390        | 400        | 191        |
| 2003                                                                            | 577 390              | 3 511 125 | 16.4           | 382        | 144           | 238           | 1511                     | 35                   | 381        | 386        | 182        |
| 2004                                                                            | 579 816              | 3 527 895 | 16.4           | 391        | 153           | 238           | 1482                     | 38                   | 382        | 362        | 154        |
| 2010                                                                            | 528 000              | 3 555 000 | 14.9           | 383        | 135           | 248           | 1378                     | 38                   | 376        | 223        | 136        |
| 2014                                                                            | 531 600              | 3 655 000 | 14.5           | 358        | 110           | 248           | 1484                     | 34                   | 289        | 163        | 75         |
| 2017                                                                            | 487 000              | 3 714 000 | 13.1           | 166        | 97            | 69            | 2933                     | 30                   | 95         | 124        | 58         |
| 2020                                                                            | 476 000              | 3 798 000 | 12.5           | 137        | 83            | 54            | 3474                     | 27                   | 78         | 67         | 57         |
| Fuente: Catholic-Hierarchy, que a su vez toma los datos del Anuario Pontificio. |                      |           |                |            |               |               |                          |                      |            |            |            |

### Vida consagrada
En el territorio de la diócesis, desempeñan su labor carismática religiosos y religiosas, de diferentes institutos de vida consagrada y sociedades de vida apostólica. 
Los institutos y sociedades presentes en la diócesis son: Servidoras del Señor y de la Virgen de Matará (hermanas azules), Misioneras de la Caridad (hermanas de la Madre Teresa), Congregación de Nuestra Señora de los Siete Dolores (hermanos de Ámsterdam), Congregación de la Pasión (pasionistas), Congregación de Santa Catalina de Siena de Voorschoten (dominicas de Voorschoten), Hermanas de Maria Stella Matutina, Comunidad San Juan (hermanos de San Juan), Compañía de Jesús (jesuitas), Hermanos de la Inmaculada Concepción de Maastricht, la Comunidad HIRCOS (Haagse Internationale Religieuze Communiteit Schilderswijk), Orden de Predicadores (dominicos), Misioneros del Sagrado Corazón y Congregación del Espíritu Santo (espiritanos).

## Episcopologio
- Martinus Antonius Jansen † (10 de marzo de 1956-2 de enero de 1970 renunció[nota 1])
- Adrianus Johannes Simonis † (29 de diciembre de 1970-27 de junio de 1983 nombrado arzobispo coadjutor de Utrecht)
- Ronald Philippe Bär, O.S.B. † (19 de octubre de 1983-13 de marzo de 1993 renunció)
- Adrianus Herman van Luyn, S.D.B. (27 de noviembre de 1993-14 de enero de 2011 retirado)
- Johannes Harmannes Jozefus van den Hende, desde el 10 de mayo de 2011